# Aeroportul Delaware County
Aeroportul Delaware County (IATA: MIE, ICAO: KMIE, FAA LID: MIE) este un aeroport din Indiana, Statele Unite ale Americii ce deservește zona Muncie. Aeroportul a fost tranzitat în 2019 de 900 de pasageri.
Situat la o altitudine de 286 m, aeroportul dispune de 2 piste.

## Infrastructură

### Piste
Aeroportul dispune de 2 piste. Pista 03/21 are suprafața de asfalt și dimensiunile 5.198 picioare × 100 picioare. Pista 14/32 are suprafața de asfalt și dimensiunile 6.500 picioare × 150 picioare. 